# Ротембарк
Ротембарк (пол. Rotembark, нім. Rotenberg) — село в Польщі, у гміні Косьцежина Косьцерського повіту Поморського воєводства. Населення — 182 особи (2011).
У 1975-1998 роках село належало до Гданського воєводства.

## Демографія
Демографічна структура станом на 31 березня 2011 року:
|          | Загалом | Допрацездатний вік | Працездатний вік | Постпрацездатний вік |
| -------- | ------- | ------------------ | ---------------- | -------------------- |
| Чоловіки | 89      | 29                 | 49               | 11                   |
| Жінки    | 93      | 20                 | 53               | 20                   |
| Разом    | 182     | 49                 | 102              | 31                   |